# Familia Popović
La Familia Popović refiere a una importante familia actoral serbia. El antepasado de esta familia es el sacerdote Luka Popović. La familia extensa de Luka, que incluía hijos, hijas, nueras, yernos, nietos y bisnietos, proporcionó al teatro serbio actores destacados, muchos de los cuales también eran cantantes y directores.

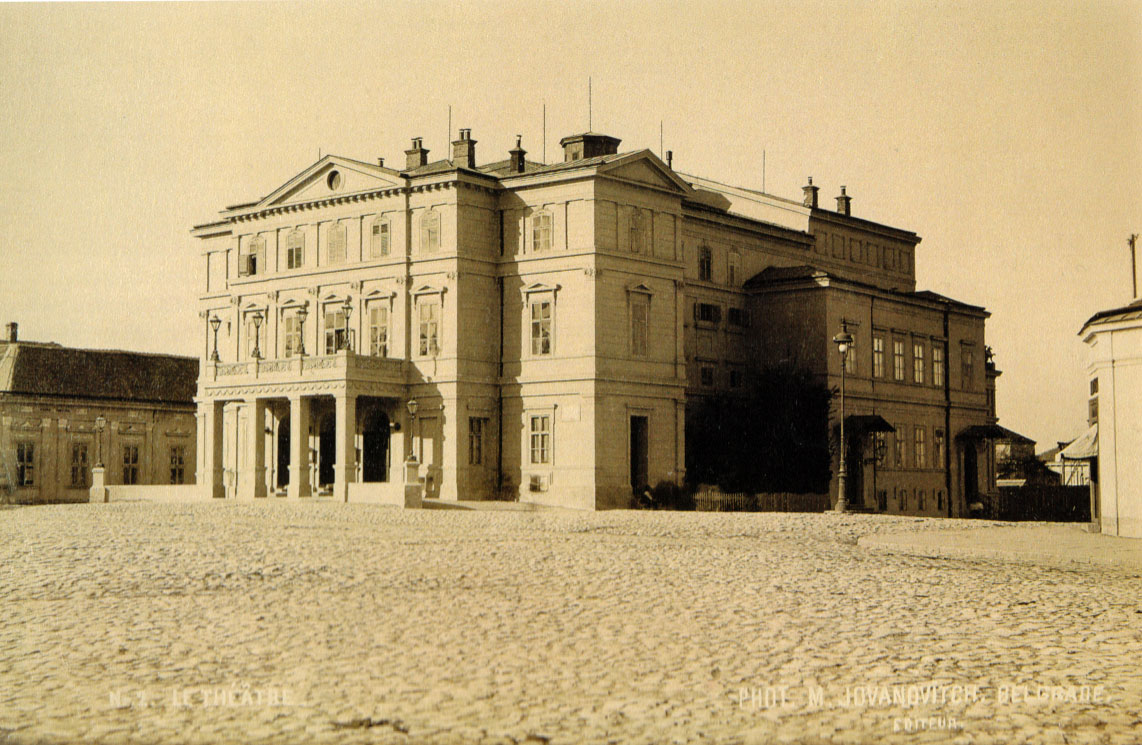
Teatro Nacional de Belgrado

Representaban un círculo familiar poderoso y muy influyente, no solo en el equipo de actuación, sino también en los órganos del Teatro Nacional de Serbia. Formaron parte de la fundación del Teatro Nacional de Belgrado.

## Luka Popović
Luka Popović (Novi Bečej, 2 de febrero de 1808 - 1854). Sirvió como sacerdote en Vranjevo hasta 1847. Era conocido por los fanáticos del canto de la iglesia y los admiradores de la hermosa palabra en Sremski Karlovci y Vranjevo.
Luka murió en 1854. Dejó una familia numerosa con siete hijos abandonados. Aunque la mayor Katarina tenía 22 años y Draginja 20 después de la muerte de su padre, todos vivían de las afiliaciones sacerdotales de su padre. Tal situación material fue una de las principales razones por las que todos los hijos de Luka Popović optaron por el teatro.

## Descendientes

### Hijos

#### KatarinaKaticaPopović (¿1832?)
Katarina-Katica Popović nació en 1832 o principios de 1833 en Novi Becej. Actuó brevemente en el Teatro Nacional de Belgrado, y durante varios meses de 1861 también actuó en el Teatro Nacional de Serbia, principalmente en papeles episódicos. Su hija Emilija Popović logró un éxito mucho mayor.

#### Draginja Ružić (1834-1905)
Draginja Ružić fue miembro del Teatro Nacional de Serbia. Es considerada la primera actriz profesional serbia. Estaba casada con el actor Dimitrij-Mito Ružić.

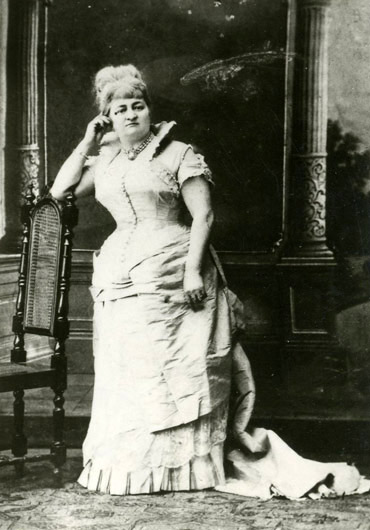
Draginja Ružić

#### Ljubica Kolarović (1836-1890)
Ljubica Kolarović fue una actriz serbia. Comenzó su carrera en el Teatro Nacional de Serbia y luego actuó en compañías de teatro itinerantes, así como en el Teatro Nacional de Croacia de Zagreb. Terminó su carrera en el Teatro Nacional de Belgrado. Estaba casada con el actor Dimitrije Kolarović. Su hija Zorka Todosić también logró un gran éxito actoral.

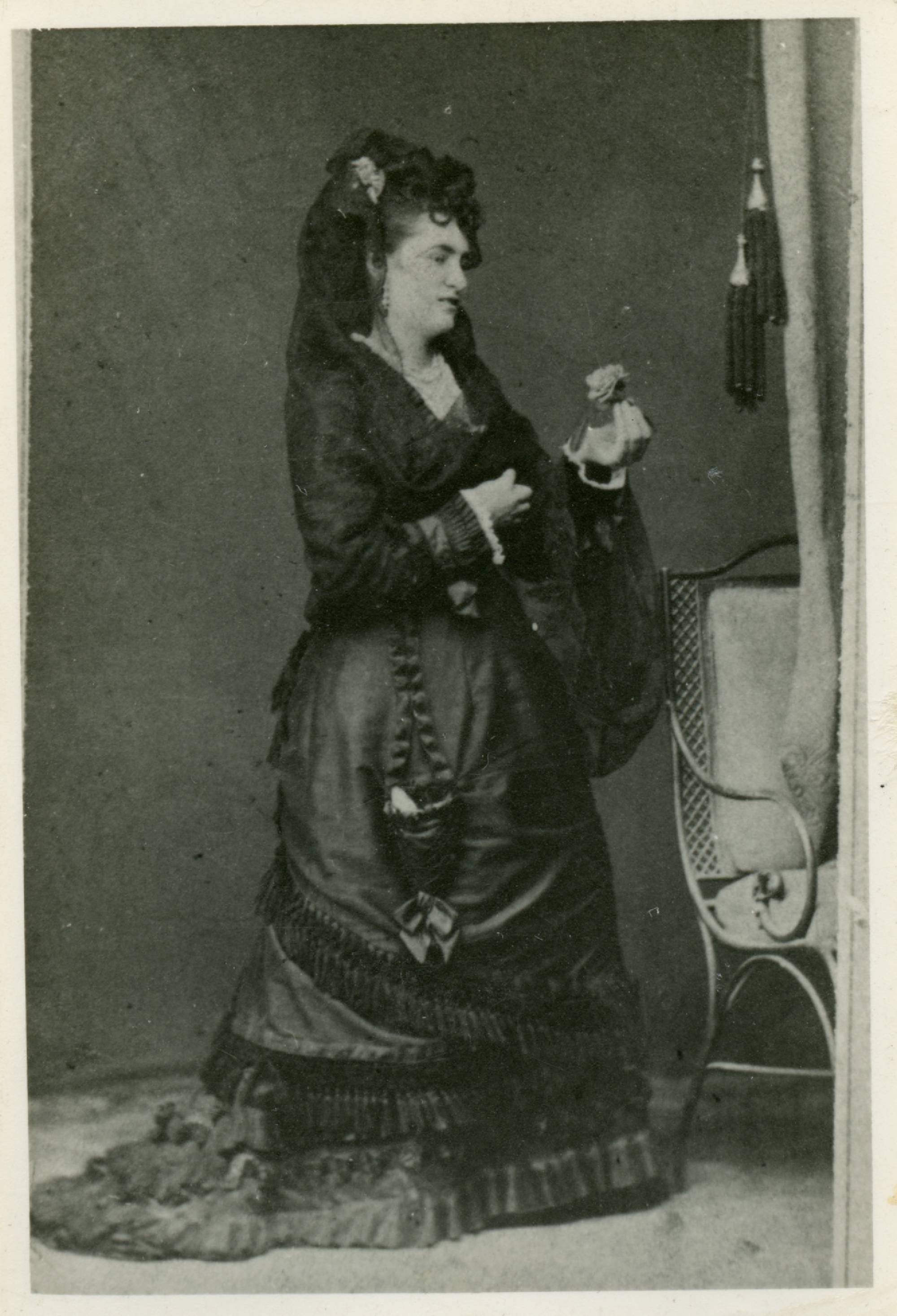
Ljubica Kolarović

#### LazarLazaPopović (1839-1892)
Laza Popović fue un actor y director. fue recordado como el principal director del Teatro Nacional de Belgrado en su primera temporada. En su primer matrimonio, estuvo casado con la actriz Marija Adelsheim-Popović. Poco después de la muerte de su primera esposa, Laza se casó con Vidosava Popović, con quien tuvo nueve hijos, varios de los cuales se dedicaron a la actuación. Luka Popović tuvo el mayor éxito.

#### JelisavetaJecaDobrinović (1841-1898)
Jelisaveta-Jeca Dobrinović comenzó a actuar a la edad de 27 años, a instancias de Antonije Hadžić, el entonces gerente del Teatro Nacional de Serbia. Estuvo casada con Pera Dobrinović.

#### Sofija Maksimović Vujić (1851-1921)
Sofija Maksimović Vujić fue actriz en el Teatro Nacional de Serbia donde, con breves descansos, pasó casi toda su carrera como actriz. También actuó durante un corto tiempo en el Teatro Nacional de Croacia de Zagreb. Estaba casada con el compositor y director Aksentije Maksimović, con quien tuvo una hija Milka Marković , también actriz. Tras la muerte de su primer marido, se casó con el terrateniente y comerciante de Osijek, Petar Vujić.

#### Paja Popović (1852-1876)
Paja Popović fue el hijo menor de Luka Popović. Terminó sus estudios preparatorios y se desempeñó como docente en Deligrad. Comenzó su carrera como actor en 1872 en la compañía de su hermano Laza. Desde octubre de 1875 hasta su muerte fue miembro del Teatro Nacional de Serbia. Fue enterrado en el cementerio de Almaš en Novi Sad.

### Nietos

#### Emilija Popović (1859-1917)
Emilija Popović fue hija de Katarina-Katica Popović. Actuó en compañías de teatro itinerantes y luego, hasta el final de su carrera como actriz, en el Teatro Nacional de Belgrado. Interpretó el papel principal en Јадна мајка.

#### Zorka Todosić (1864-1936)
Zorka Todosić fue hija de Ljubica Kolarović. Fue actriz del Teatro Nacional de Belgrado durante más de 20 años. Zorka Todosić fue una de las primeras cantantes en presentarse en vivo en las ondas de radio de la recién fundada Radio Belgrado. Casada con Milan Teodosijević, tuvo una hija, Ljubica Teodosijević, que también se dedicó al teatro.

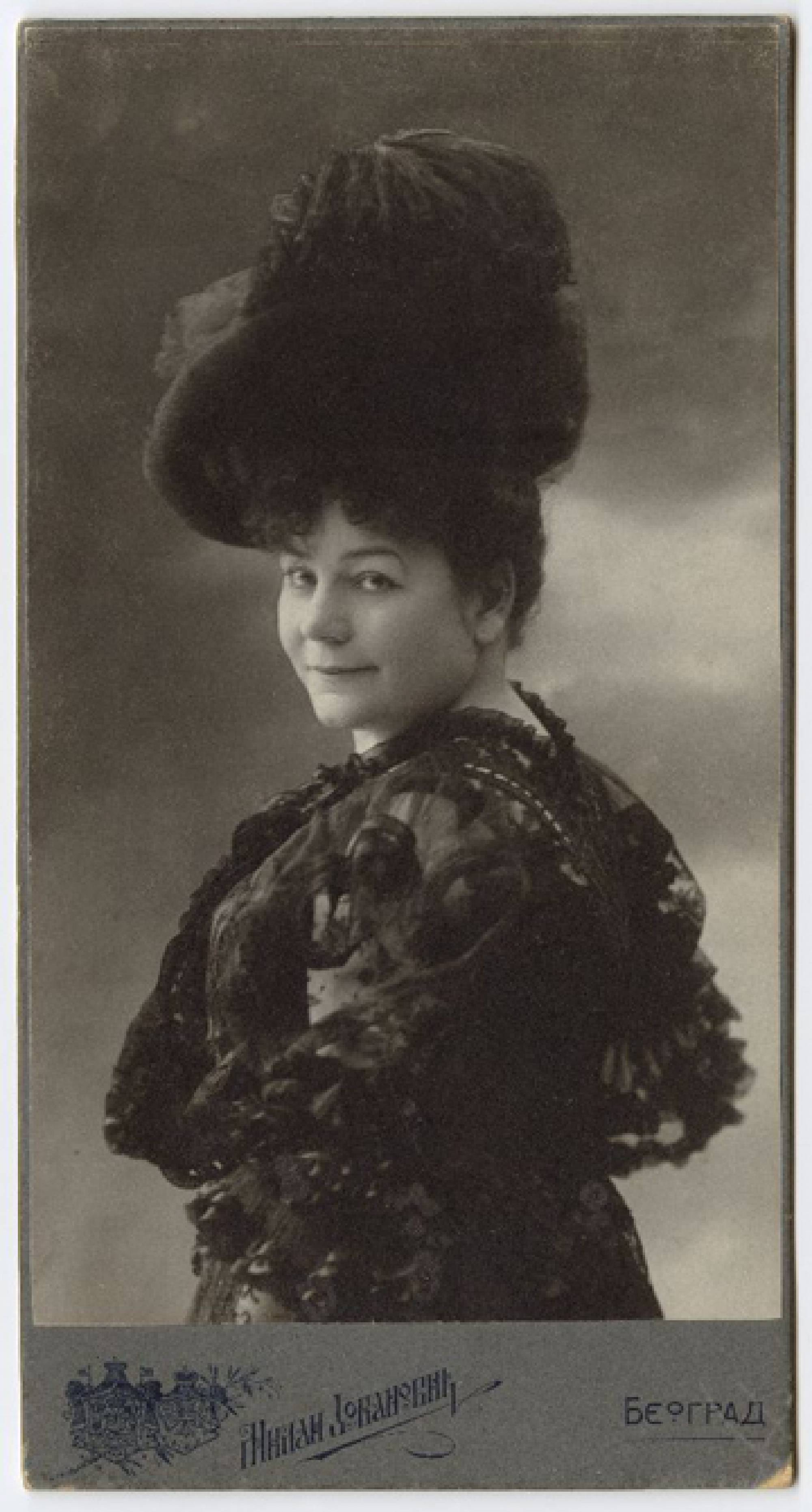
Zorka Todosić

#### Milka Marković (1869-1930)
Milka Marković fue hija de Sofija Maksimović Vujić. Actuó en el Teatro Nacional de Belgrado y el Teatro Nacional de Serbia. Fue galardonada con la Orden de San Sava por su trabajo. Estaba casada con el actor Mihailo Marković y en ese matrimonio tuvo un hijo: Dimitrije Marković, más tarde también actor y director en el Teatro Nacional de Serbia.

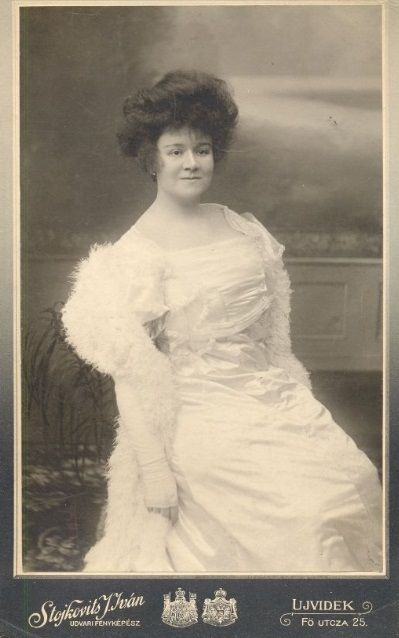
Milka Marković

#### Luka Popović (1878-1914)
Luka Popović, hijo de Laza Popović, fue un actor, cantante y director serbio. Actuó como actor y cantante en el Teatro Nacional de Belgrado, el Teatro Nacional de Serbia y el Teatro Nacional de Skopie, donde también probó suerte como director. También fue miembro de grupos de teatro itinerantes. 

#### Zorka Popović-Premović (1886-1909)
Zorka Popović-Premović, hija de Laza Popović, entró en escena cuando era niña en 1898 y permaneció en el Teatro Nacional de Belgrado hasta su asesinato en 1909.

#### Danica Popović (¿?)
Danica Popović fue hija de Laza Popović, actuó en el Teatro Nacional de Belgrado desde 1900 hasta el 28 de febrero de 1909.

### Bisnietos

#### Ljubica Teodosijević (1881-1905)
Ljubica Teodosijević era hija de Zorka Todosić. Nació en 1881 en Zemun. Para prepararse mejor para la profesión de actor, se educó primero en Belgrado y luego en Viena. Apareció por primera vez en el escenario el 24 de noviembre de 1901, en la opereta Птичар. En el mismo año, se comprometió con el actor Aleksandar Radović, solo para romper pronto ese compromiso, y en 1903 se casó con el actor Risto Spiridonović. Durante 1903 y 1904 actuó en el Teatro Nacional de Niš, pero no logró mayor éxito porque murió de tuberculosis en 1905.

#### DimitrijeMiticaMarković (1896-1949)
Dimitrije Marković fue hijo de Milka Marković. Este actor, director y cantante serbio fue el último descendiente de la dinastía actoral del Luka Popović. Como actor y cantante de formación, actuó en el Teatro Nacional de Serbia y en el Teatro Nacional de Bania Luka, y como cantante de ópera organizó conciertos de arte en toda Serbia.